# Prefektura Shiga
Prefektura Shiga (jap. 滋賀県 Shiga-ken) – prefektura znajdująca się w regionie Kinki, w Japonii, na wyspie Honsiu (Honshū). Jej stolicą jest miasto Ōtsu.

## Geografia
Prefektura Shiga graniczy z prefekturami: Fukui na północy, Gifu na wschodzie, Mie na południowym wschodzie i Kioto na zachodzie.
W centralnej części prefektury znajduje się największe jezioro Japonii – Biwa. Zajmuje ono jedną szóstą obszaru prefektury. 
Prefekturę dzieli się na cztery części – Kohoku (na północ od jeziora), Kosei (na zachód), Kotō (na wschód) i Konan (na południe). Na zachodniej granicy znajdują się góry Hira, na wschodniej góry Ibuki, z najwyższym szczytem w prefekturze Ibuki-yama (1377 m n.p.m.) oraz góry Suzuka na południowym wschodzie. 
Północna Shiga jest zimniejsza i występują tu większe opady śniegu niż na południu prefektury.
Rzeka Yodo wypływa z jeziora Biwa, przepływa przez Kioto i wpływa do zatoki Osaka.

## Miasta
W prefekturze znajduje się trzynaście miast większych (市 shi, ponad 50 tys. mieszkańców, ang. cities) i sześć mniejszych, poniżej 50 tys. (町 chō, ang. towns): 

- Miasta shi
  - Higashi-Ōmi
  - Hikone
  - Kōka
  - Konan
  - Kusatsu
  - Maibara
  - Moriyama
  - Nagahama
  - Ōtsu (stolica)
  - Ōmihachiman
  - Rittō
  - Takashima
  - Yasu
- Miasta chō
  - Aishō
  - Hino
  - Taga
  - Ryūō
  - Toyosato
  - Kōra

## Historia
Prefektura Shiga leży na terenach dawnej prowincji Ōmi.

## Demografia
Większe zaludnienie dominuje wzdłuż wschodniego i południowego wybrzeża jeziora Biwa, gdzie znajdują się m.in. miasta: Ōtsu, Kusatsu i Moriyama. Znajdują się one blisko Kioto, ważnego ośrodka gospodarczego i kulturalnego. W ostatnich latach wielu Brazylijczyków osiedliło się w prefekturze jako pracownicy miejscowych zakładów przemysłowych. Na zachodzie jeziora dominują wsie i ośrodki turystyczne.

## Gospodarka
Wiele fabryk znaczących firm, takich jak: IBM Japan, Canon, Yanmar Diesel czy Toray znajduje się w prefekturze.

## Kultura
Tradycyjny teatr lalek bunraku (Tonda-ningyō-kyōyūdan) znajduje się w mieście Nagahama, usytuowanym na wybrzeżu jeziora Biwa w północno-wschodniej części prefektury. Założony w latach 30. XIX w., jest jedną z największych tego rodzaju grup teatralnych. W Moriyamie znajduje się Muzeum Sztuki.

## Turystyka
W prefekturze Shiga, o pięknych walorach krajobrazowych, znajdują się liczne świątynie i zamki, w których odbywają się festiwale. Największą atrakcją jest jezioro Biwa. Można je objechać samochodem w jeden dzień lub popływać na nim łodzią. Za szczególnie piękne uchodzą widoki w północnej części jeziora. W zachodniej części znajdują się plaże, popularne wśród turystów zwłaszcza w lecie. W prefekturze odbywa się wiele festiwali, takich jak Hikiyama, organizowany w kwietniu w Nagahamie.
Najbardziej znaną budowlą jest dobrze zachowany zamek Hikone. Dokoła niego znajduje się wiele drzew wiśniowych (sakura). Z zamkiem wiąże się postać Naosuke Ii, głównego ministra w końcowym okresie siogunatu Tokugawa. Zawarł on traktaty handlowe z zachodnimi mocarstwami, otwierając Japonię w XIX w. (restauracja Meiji) na świat po ponad dwustu latach samoizolacji (sakoku).
Innym znanym budynkiem jest świątynia buddyjska Ishiyama (Ishiyama-dera). W jednym z jej pomieszczeń została napisana najbardziej znana japońska powieść, „Opowieść o Genjim” (Genji monogatari).